# MSC Splendida
Az MSC Splendida egy Fantasia osztályú üdülőhajó, melyet az MSC Cruises birtokol és üzemeltet. A Saint-Nazaire-i STX France-ban épült, és 2009 júliusában kezdte meg szolgálatát 550 millió dolláros befektetéssel.
Az MSC Cruises bejelentette minden észak-amerikai útvonal felfüggesztését 2020. június 30-ig a COVID-19 járvány miatt.

## Története

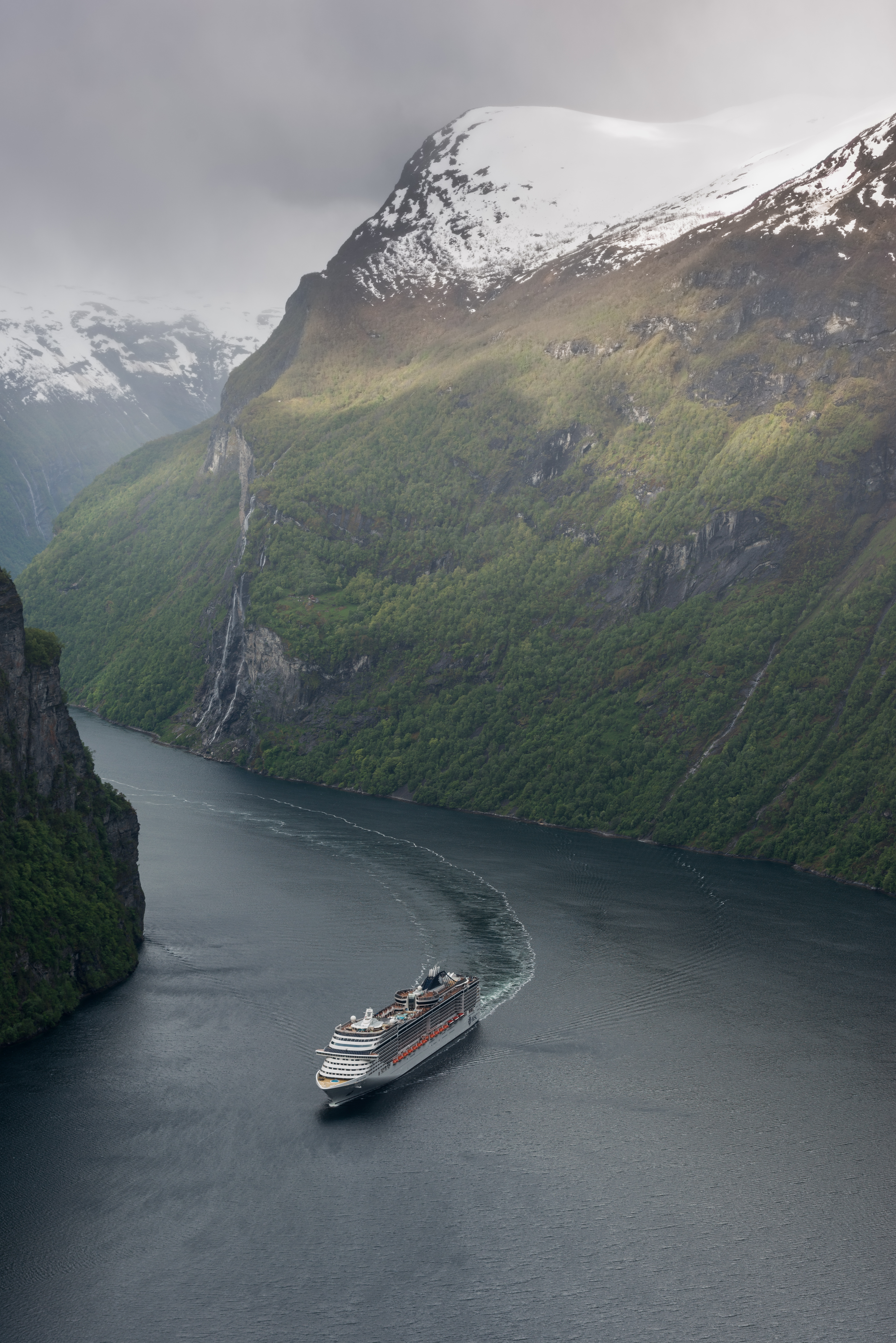
Az MSC Splendida Geirangerfjordenben 2015 júniusában.

Az MSC Splendida az MSC Fantasia testvérhajója, 2009 júliusában épült, 550 millió dolláros beruházással, súlya 137 936 tonna, 333,300 méter hosszú 37,98 méter széles, 66,81 méter magas és merülése 8,29 m. 3900 utas szállítására alkalmas. A két Neopanamax hajó volt a legnagyobb hajó az európai körutazás-állomány flottájában a szállítás idején. Eredetileg az MSC Serenata nevet kapta, de 2007 májusában a nevet MSC Splendida-ra változtatták, "hogy tükrözze a hajó szépségét és eleganciáját".
Az akkor még meg nem nevezett hajó része volt az MSC Cruises kéthajós rendelésének, melyet az STX France teljesített. Az építkezés az MSC Serenata acélvágásával kezdődött 2007. április 12-énl. A hajót 2008. július 18-án indították el a hajógyárból.  A tengeri kísérleteit 2009. május 21-én kezdte meg, és 2009. május 27-én fejezte be. A hajót 2009. július 4-én adták át az MSC Cruises-nak. 2009. július 4-én indult első útjára és július 11-én tért vissza, hogy hivatalosan 2009. július 12-én nevezze megkersztelje keresztanyja, Sophia Loren Barcelonában.  2017 májusában érkezett Kínába, és novemberben felújították.

## Útvonalak
Az MSC Splendida 2017-ben vitorlázott először a Földközi-tengeren. 2018 áprilisában Sanghajban, Kínában, Koreába és Japánba telepítették, miután 2017-ben felújították. Japánban hajózott 2018-tól 2019-ig, Yokohamába.  2019 októberében megkezdte a utazásait a kínai Tiencsinben. 2020 februárjában több mint 2,000 utassal látogatta meg a vietnami Ba Ria-Vung Taut. 2020 márciusában a hajó kikötött Palongban, a thaiföldi kikötőben a koronavírus-járvány idején, miután több mint 2,700 utast szállítottak ki, és a patong-i kórházban ellenőrizték őket. A hajó a tervek szerint 2020 nyaráig szolgálta volna Délkelet-Ázsiát, mielőtt áthelyezték volna Észak-Európába és a Földközi-tengerre.

## Felszereltség
A hajókürt rendszerét több dal lejátszására állították fel, köztük a " We Will Rock You " és a " We Are the Champions " Queen, a " Seven Nation Army " a The White Stripes és a " Happy birthday to you".

## Események

### Bardo Nemzeti Múzeum támadás
2015. március 18-án az MSC Splendida Tunisz kikötőben tartózkodott a Costa Fascinosa-val, amikor fegyveresek tüzet nyitottak a turistákra a Bardo Nemzeti Múzeumban. Tizenkét Japánból, Olaszországból, Kolumbiából, Spanyolországból, Nagy-Britanniából, Ausztráliából, Lengyelországból és Franciaországból érkező utas életét vesztette.

### Koronavírus világjárvány
2020. március 23-án, közép-európai idő szerint 14:00 körül egy svédasztalos kísérőként dolgozó thaiföldi embert mentőcsónakon keresztül evakuáltak, miután a COVID-19-nek megfelelő tüneteket mutatott, és légzési nehézségei voltak.   Ekkor a hajó Szardínia szigetének közelében volt, és Marseille-be indult, hogy az összes utast kiszállítsa.
2020. március 24-én az MSC Cruises tájékoztatta a személyzetet, hogy a személyzet beteg tagjának tesztje negatív lett. Azonban két nappal később, 2020. március 26-án jelentették, hogy a személyzet beteg tagját ismét tesztelték, és ezúttal a tesztje pozitív lett. Ennek eredményeként a személyzet 16 tagja karanténba került. A hajó később kikötött Genovában, hogy a legénység néhány tagja kiszállhasson.
2020. április 1-re a személyzet 26 tagját karanténba helyezték.

## A popkultúrában
Az MSC Splendida szerepelt az indiai tamil filmben, a Manmadan Ambuban.

## Fordítás
- Ez a szócikk részben vagy egészben  a   MSC Splendida című angol Wikipédia-szócikk ezen változatának fordításán alapul.  Az eredeti cikk szerkesztőit annak laptörténete sorolja fel. Ez a jelzés csupán a megfogalmazás eredetét és a szerzői jogokat jelzi, nem szolgál a cikkben szereplő információk forrásmegjelöléseként.